# Опшквіті
Опшквіті (груз. ოფშკვითი) — село в Грузії.
За даними перепису населення 2014 року в селі проживає 2067 осіб.